# Quincinetto
Quincinetto – miejscowość i gmina we Włoszech, w regionie Piemont, w prowincji Turyn.
Według danych na rok 2004 gminę zamieszkiwało 1075 osób, 63,2 os./km².